# Odprto prvenstvo Francije 2001
Odprto prvenstvo Francije 2001 je teniški turnir za Grand Slam, ki je med 28. majem in 10. junijem 2001 potekal v Parizu.

## Moški posamično
Gustavo Kuerten :  Àlex Corretja, 6–7(3–7), 7–5, 6–2, 6–0

## Ženske posamično
Jennifer Capriati :  Kim Clijsters, 1–6, 6–4, 12–10

## Moške dvojice
Leander Paes /  Mahesh Bhupathi :  Petr Pála /  Pavel Vízner, 7–6, 6–3

## Ženske  dvojice
Virginia Ruano /  Paola Suárez :  Jelena Dokić /  Conchita Martínez, 6–2, 6–1

## Mešane dvojice
Virginia Ruano /  Tomás Carbonell :  Paola Suárez /  Jaime Oncins, 7–5, 6–3